# Szkoła Podstawowa nr 1 im. Józefa Piłsudskiego w Pruszkowie
Szkoła Podstawowa nr 1 im. Józefa Piłsudskiego w Pruszkowie – państwowa szkoła podstawowa w Pruszkowie.

## Historia
Szkoła została utworzona przez władze miejskie w 1915 roku. W 1919 roku szkołę upaństwowiono przenosząc ją na ulicę 6 sierpnia 16 (Bohaterów Warszawy 11) do budynku nabytego przez magistrat Pruszkowa. 1 września 1939 budynek szkoły został uszkodzony przez bombę niemiecką. W latach 1986–1988 przeprowadzono remont szkoły (ogrzewanie, kanalizacja) który wstrzymano w 1989 ze względów finansowych. W 1990 roku szkole przywrócono imię. W 2001 roku wznowiono roboty budowlane które zakończono w 2002, 1 września oddając do użytku nowoczesny budynek szkolny.

### Dyrektorzy szkoły[1]
- Zygmunt Gize (1915–1919, 1950)
- Czesława Królikowska (1950–1956)
- Władysław Rosiński (1956–1958)
- Juliusz Sauter (1907–1940)
- Piotr Rzeszowski (1940-1943)
- Henryk Dajczer (1943–1963)
- Helena Bujalska-Nowowiejska (1963–1965)
- Helena Świątek (1965–1968)
- Andrzej Rybicki (1968–1969)
- Tadeusz Mościński (1969–1975)
- Alicja Sułek (1975–1976)
- Janina Gralewska (1976–1985)
- Krzysztof Kalukiewicz (1985–1996)
- Kinga Kalukiewicz (1996–2006)
- Ewa Nowicka (od 2006)

## Absolwenci
- Magdalena Ziętara[2]